# Vibrasphere
Vibrasphere var en psytranceduo från Uppsala. Gruppen bestod av Rickard Berglöf och Robert Elster, som grundade gruppen i juni 1998. Efter Lime Structure lämnade Robert bandet, men återvände innan Archipelago släpptes. I november 2010 meddelade gruppen att de skulle avsluta projektet.

## Diskografi
- Echo (Spiral Trax 2000)
- Lime Structure (Digital Structures 2003)
- Archipelago (Digital Structures) (2006)
- Exploring the Tributaries (Tribal Vision 2007)
- Lungs of Life (Tribal Vision 2008)

Vinyl
- The Open Sphere (Psychic Deli Records 1999)
- Nowhere (Transient Records 1999)
- Mental Mountain (Spiral Trax 2000)
- Airfield (Acid Casualties 2001)
- Niño Loco (Dragonfly Records 2002)
- Stereo Gun (Spiral Trax 2003)
- Lime Remixes (Digital Structures 2003)
- Archipelago (Digital Structures 2006)

Samlingsalbum
- Selected downbeats Vol. 1 (Cloud 99 Music 2006)
- Selected downbeats Vol. 2 (Cloud 99 Music 2009)